# 1918 en musique
| \| • Retour à la chronologie générale de la musique populaire • \| |
| XXIe siècle • XXe siècle • XIXe siècle • XVIIIe siècle XVIIe siècle • XVIe siècle • XVe siècle • XIVe siècle XIIIe siècle • XIIe siècle • XIe siècle • Xe siècle IXe siècle • VIIIe siècle • Haut Moyen Âge • Rome • Grèce |
| • Retour à la chronologie générale de la musique populaire • |

| • Retour à la chronologie générale de la musique populaire • |

| Années de la musique populaire : 1915 - 1916 - 1917 - 1918 - 1919 - 1920 - 1921    |
| Décennies de la musique populaire : 1880 - 1890 - 1900 - 1910 - 1920 - 1930 - 1940 |

Cet article présente les faits marquants de l'année 1918 en musique.

## Évènements et œuvres
- 25 mai : Premier article à propos de Bessie Smith paru dans le Chicago Defender[1].
- Septembre : Otto K. E. Heinemann crée la firme Okeh Records à New York[2]
- 29 septembre : création du poème symphonique Les Planètes de Gustav Holst au Queen's Hall de Londres
- L'Original Dixieland Jass Band enregistre Tiger Rag[3] et Sensation Rag[4].

## Naissances
- 18 janvier :
  - Richard LaSalle, compositeur américain († 5 avril 2015).
  - Ricard Viladesau, musicien et compositeur espagnol († 26 janvier 2005).
- 27 janvier : Elmore James : guitariste et chanteur de blues américain († 24 mai 1963).
- 18 mars : Georges Bellec, chanteur et peintre français, membre des Frères Jacques († 13 décembre 2012).
- 2 avril : J.T. Brown, saxophoniste ténor de blues et de rhythm and blues américain († 24 novembre 1969).
- 6 avril : Big Walter Horton, chanteur, harmoniciste de blues américain († 8 décembre 1981).
- 23 mai : Robert Blackwell, compositeur, arrangeur, et producteur de disques américain († 9 mars 1985).
- 10 juin : Patachou, chanteuse française († 30 avril 2015).
- 31 juillet : Hank Jones, pianiste de jazz américain († 16 mai 2010).
- 10 août : Arnett Cobb, saxophoniste ténor de jazz américain († 24 mars 1989).
- 17 août : Ike Quebec, saxophoniste de jazz américain († 16 janvier 1963).
- 25 août : Leonard Bernstein, compositeur, chef d'orchestre et pianiste américain († 14 octobre 1990)
- 2 septembre : Jeff De Boeck, compositeur et batteur de jazz belge
- 4 septembre : Archie Edwards, guitariste, chanteur et compositeur de blues américain († 18 juin 1998)
- 14 septembre : Israel "Cachao" López, bassiste et compositeur cubain, considéré comme l' « inventeur » du mambo († 22 mars 2008).
- 15 septembre : Margot Loyola, chanteuse et compositrice chilienne († 3 août 2015).
- 16 septembre : Herbert Ruff, compositeur, chef d'orchestre et pianiste polonais († 19 mai 1985).
- 2 décembre : Milton Delugg, compositeur et acteur américain († 6 avril 2015).
- 12 décembre : Joe Williams, chanteur de jazz américain († 29 mars 1999).
- 19 décembre : Professor Longhair, pianiste de blues américain († 30 janvier 1980).
- 24 décembre : Dave Bartholomew, compositeur, trompettiste et chef d'orchestre de rhythm and blues américain († 2 janvier 2015).
- date inconnue :
  - Jo Jo Adams, chanteur de rhythm and blues américain († 27 février 1988).

## Décès
- 26 décembre : Vassili Andreïev, balalaïkiste et chef d'orchestre russe (° 15 janvier 1861).